# الاستخبارات قبل هجمات 11 سبتمبر
في أعقاب الهجمات التي شنتها جماعة القاعدة الإرهابية على مدينة نيويورك و‌واشنطن العاصمة في 11 سبتمبر، أُجري عدد من التحقيقات أسفرت عن مقالات وتقارير لتحديد المعلومات الاستخباراتية التي ربما كانت موجودة قبل الهجوم وما إذا كانت السلطات قد تجاهلت هذه المعلومات.

## تقرير عهد كلينتون
في ديسمبر 1998، أبلغ مركز مكافحة الإرهاب التابع لوكالة المخابرات المركزية الرئيس بيل كلينتون أن القاعدة كانت تستعد لشن هجمات في الولايات المتحدة قد تشمل اختطاف الطائرات.

## قراءات أخرى
- Boraz، Steven C. (1 يونيو 2007). Reforming Intelligence: Obstacles to Democratic Control and Effectiveness. Thomas C. Bruneau (ed.). University of Texas Press. ISBN:0292716605.
- Caraley، Demetrios (أغسطس 2002). September 11, Terrorist Attacks, and U.S. Foreign Policy. Academy of Political Science. ISBN:1884853013.
- Posner، Gerald (2 سبتمبر 2003). Why America Slept: The Failure to Prevent 9/11 (ط. 1). Random House. ISBN:0375508791.
- Posner، Richard A. (8 سبتمبر 2005). Remaking domestic intelligence. Hoover Press. ISBN:9780817946821.
- Posner، Richard A. (22 مارس 2005). Preventing Surprise Attacks: Intelligence Reform in the Wake of 9/11. Rowman & Littlefield Publishers. ISBN:074254947X.
- Intelligence Issues and Developments. Terrance M. Paulson (ed.). Nova Science Pub Inc. مايو 2008. ISBN:1604564474.{{استشهاد بكتاب}}:  صيانة الاستشهاد: آخرون (link)
- Twenty-First Century Intelligence. Wesley K. Wark (ed.). Routledge. 23 ديسمبر 2004. ISBN:0415349702.{{استشهاد بكتاب}}:  صيانة الاستشهاد: آخرون (link)